# Camille Lemonnier
Camille Lemonnier (24. březen 1844, Ixelles, Belgie - 13. červen 1913, Brusel) byl belgický, francouzsky píšící symbolistický spisovatel, básník, novinář a výtvarný kritik.

## Život
Pocházel z vlámské rodiny, jeho výchova ale byla čistě francouzská. Nedokončil studia práv, určitou dobu pracoval jako úředník. Od roku 1870 se věnoval pouze literatuře. Střídavě žil na belgickém venkově a v Paříži.

## Dílo
Napsal více než 70 knih.

## Spisy (výběr)
- Nos Flamands 1869
- Le Salon de Paris 1870
- Sedan 1871
- Un Mâle (Mužství) 1881
- Le Mort (Mrtvý) 1881
- L'Hystérique 1885)
- Happe-Chair (Upír, Moloch) 1886
- La Belgique (1888)
- Mme. Lupar (Paní Luparová) 1888 - román
- L'enfant du Crapaud 1888
- Le Possédé 1890
- La Fin des bourgeois 1892
- L'Île vierge 1897
- L'Homme en amour (Zamilovaný muž) 1897
- Adam et Ève (Adam a Eva) 1899
- Au cœur frais de la forêt (Ve svěžím srdci lesa) 1900
- Le Petit Homme de Dieu (Človíček boží) 1902
- Le Droit au bonheur (Právo na štěstí) 1904
- L’Amant passionné (Vášnivý milenec) 1904
- L’Halali (Halali) 1906
- Quand j'étais homme (Když jsem byla mužem) 1907
- Une Vie d'écrivain (Život spisovatele) - vyšlo posmrtně

### Výtvarné publikace
- Gustave Courbet et son œuvre (Gustave Courbet a jeho dílo) 1878 - esej
- Constantin Meunier : sculpteur et peintre (Constantin Meunier, sochař a malíř) 1904 - monografie
- Félicien Rops : l'homme et l'artiste (Félicien Rops: člověk a umělec) 1908 - monografie
- Émile Claus (1908) - monografie
- L'École belge de peinture (1830-1905), (Belgická malířská škola) 1906 - monografie, reedice Brusel, Labor, 1991, ISBN 2-8040-0638-7

### České překlady
- Mrtvý, Host Quadvlietův, Prst boží, Starý zvoník, překlad Josef Richard Marek, KDA, svazek 45, Praha, Kamilla Neumannová, 1908
- Mužství, překlad Josef Richard Marek, Praha, Josef Richard Vilímek, 1911
  - další vydání pod titulem Syn země, překlad Josef Richard Marek, Praha, Otakar Štorch-Marien, 1925
- Ve svěžím srdci lesa, překlad K. Šafář, Praha, Josef Richard Vilímek, 1912
  - další vydání: překlad R. Thonová, Praha, Otakar Štorch-Marien, 1925
- Vášnivý milenec, překlad Josef Marek, Praha, Josef Richard Vilímek, 1912
- Upír, překlad Josef Richard Marek, Praha, Josef Richard Vilímek, 1912
  - další vydání pod titulem Moloch, Praha, Otakar Štorch-Marien, 1925
- Jak plyne potůček, překlad K. Adam, Praha, Josef Richard Vilímek, 1912 (spolu s povídkou Mrtvý)
  - další vydání překlad Růžena Thonová, Praha, Otakar Štorch-Marien, 1925
- Z vesnického zákoutí a jiné povídky, překlad Josef Marek a Anna Horáková, Praha, Josef Richard Vilímek, 1913
- Adam a Eva, překlad Josef Marek, Praha, Josef Richard Vilímek, 1913
  - po konfiskaci nové vydání, Praha, Otakar Štorch-Marien, 1925
- Pytlák, obraz ze života venkovského, hra o 4 dějstvích, překlad Karel Lekeš, Praha, Švejda, 1925
- Právo na štěstí překlad Růžena Thonová, Praha, Otakar Štorch-Marien, 1925
- Muž a láska, překlad J.O. Hradecký, Praha, Otakar Štorch-Marien, 1925
- Krvavé růže, překlad M. Tautermannová, Praha, Otakar Štorch-Marien, 1925
- Když jsem byla mužem, Deník ženy, překlad Josef Richard Marek, Praha, Otakar Štorch-Marien, 1925
- Claudina Lamourová překlad Jarmila Fastrová, Praha, Otakar Štorch-Marien, 1925
- Vášnivý milenec , překlad Josef Richard Marek, Praha, Otakar Štorch-Marien, 1926
- Prst boží, překlad Josef Florian, Litomyšl, Josef Portmann, 1926
- Mlýny ve větru, překlad Růžena Thonová, Praha, Otakar Štorch-Marien, 1926
- Hysterická, překlad O. Jindřich Hradecký, Praha, Otakar Štorch-Marien, 1926
- Panenky lásky, překlad M. Tautermannová, Praha, Otakar Štorch-Marien, 1927
- Halali, překlad O. Jindř. Hradecký, Praha, Otakar Štorch-Marien, 1927
- Človíček boží, překlad Růžena Thonová, Praha, Otakar Štorch-Marien, 1928
- Halali, překlad Marie Veselá, Praha, SNKLU, 1962

## Muzeum
- Musée Camille Lemonnier, Chaussée de Wavre 150 - 1050 Brussels (Ixelles), Tél.: +32 (0)2/512 29 68, 02/705 10 47, vstup o víkendu nebo po předešlém telefonickém objednání.